# Alphabet corse
L'alphabet corse est une variante de l'alphabet latin, utilisée par la langue corse. 
L'alphabet corse contient usuellement les 23 lettres indiquées dans la table ci-dessous :
| Lettre   | Nom  | API pour la prononciation des voyelles                                        | API pour la prononciation forte des consonnes                | API pour la prononciation adoucie des consonnes |
| -------- | ---- | ----------------------------------------------------------------------------- | ------------------------------------------------------------ | ----------------------------------------------- |
| A, a     | à    | /a/, sous certaines conditions et dans certaines régions /æ/ voire /ɛ/        |                                                              |                                                 |
| B, b     | bì   |                                                                               | /b/                                                          | /w/ ou /β/                                      |
| C, c     | cì   |                                                                               | /k/ ou /t͡ʃ/                                                  | /g/ ou /d͡ʒ/                                     |
| CHJ, chj | chjì |                                                                               | /c/                                                          | /ɟ/                                             |
| D, d     | dè   |                                                                               | /d/                                                          | /ɾ/ ou /-/                                      |
| E, e     | è    | /e/ ou /ɛ/, sous certaines conditions et dans certaines régions /æ/ voire /a/ |                                                              |                                                 |
| F, f     | effe |                                                                               | /f/                                                          | /v/                                             |
| G, g     | gè   |                                                                               | /g/ ou /d͡ʒ/                                                  | /w/, /ɥ/ ou /-/                                 |
| GHJ, ghj | ghjè |                                                                               | /ɟ/                                                          | /j/                                             |
| H, h     | acca |                                                                               | Lettre muette                                                | Lettre muette                                   |
| I, i     | ì    | /i/ ou /j/                                                                    |                                                              |                                                 |
| L, l     | elle |                                                                               | /l/, sous certaines conditions et dans certaines régions /ɖ/ |                                                 |
| M, m     | emme |                                                                               | /m/                                                          |                                                 |
| N, n     | enne |                                                                               | /n/                                                          |                                                 |
| O, o     | ò    | /o/ ou /ɔ/                                                                    |                                                              |                                                 |
| P, p     | pè   |                                                                               | /p/                                                          | /b/                                             |
| Q, q     | cù   |                                                                               | /k/                                                          | /g/                                             |
| R, r     | erre |                                                                               | /r/                                                          | /ɾ/                                             |
| S, s     | esse |                                                                               | /s/                                                          | /z/                                             |
| T, t     | tì   |                                                                               | /t/                                                          | /d/                                             |
| U, u     | ù    | /u/, /w/ ou /ɥ/                                                               |                                                              |                                                 |
| V, v     | vè   |                                                                               | /b/ ou /v/                                                   | /w/ ou /β/                                      |
| Z, z     | zeta |                                                                               | /t͡s/                                                         | /d͡z/                                            |

Sont parfois ajoutées à cette liste les digrammes :
| Lettre | Nom  | Alphabet phonétique international pour le corse |
| ------ | ---- | ----------------------------------------------- |
| SC, sc | esci | /ʃ/                                             |
| SG, sg | esge | /ʒ/                                             |

Notons enfin le phonème GLI, gli prononcé /ʎ/, /lj/ ou /ɖ/ selon les régions.